# Theodorus Frederik van Capellen
Theodorus Frederik van Capellen (Nijmegen 6 september 1761 – Brussel, 15 april 1824) was een Nederlands viceadmiraal, drager van onder meer het Grootkruis in de Militaire Willems-Orde.

## Familie
Jhr. Th.F. van Capellen, lid van de familie Van Capellen, was de zoon van de officier in statendienst Alexander van Capellen (1713-1772) en diens tweede vrouw Maria Louisa de Pagniet (1720-1766). Alexander verkreeg in 1757 erkenning als edelman van de ambtsjonkers van de Neder-Betuwe na een verklaring over zijn adellijke afstamming door enkele Oost-Friese edelen van 1756. Waarschijnlijk op grond hiervan volgde voor zijn zoon in 1815 inlijving in de Nederlandse adel.
Van Capellen trouwde in 1795 met Petronella de Lange (1779-1835) met wie hij tien kinderen kreeg van wie er nogal wat leden van de hofhouding werden. Zijn zonen Charles Henri Frédéric van Capellen (1809-1886), Theodoor van Capellen (1816-1880) en Jules Henri van Capellen (1818-1899) werden militair, de jongste ook viceadmiraal, en werden alle drie ridder in de Militaire Willems-orde. Met zijn jongste zoon stierf het geslacht in 1899 uit.
Zijn oudste dochter Henriëtte Maria Louise van Capellen (1796-1863) trouwde met Philippe Frédéric Tinne (1772-1844) die de ouders waren van de ontdekkingsreizigster Alexine Tinne (1835-1869).
Zijn dochter Sara Maria van Capellen (1807-1881) was hofdame van koningin Sophia en trouwde met William Robertson Sandbach (1813-1891), mede-eigenaar van Sandbach, Tinne & Company, onder wiens naam een Engelse vertaling van het Oera Linda-boek werd uitgegeven in 1876.

## Loopbaan
Van Capellen trad in 1772 als adelborst in zeedienst, in welke rang hij een reis naar de Middellandse Zee en een kruistocht in de Noordzee en Het Kanaal, alsmede verschillende kruistochten op de kusten van Afrika deed. In 1778 bevond hij zich als officier op een oorlogsschip in West-Indië; hij werd echter datzelfde jaar tot luitenant benoemd en als extraordinaris-luitenant op het fregat de Briel geplaatst, en onderscheidde zich, als zodanig, bijzonder bij het treffen, op 30 mei 1781, tussen kapitein Gerardus Oorthuys en de Engelse kapitein Thomas Pakenhamm, die het fregat the Crescent onder zijn bevel had. Vanwege zijn voortreffelijke gedrag in deze strijd werd Van Capellen, behalve dat hij evenals de andere officieren verlof kreeg om twee schouderstukken te dragen, onmiddellijk na de slag tot ordinaris-luitenant bevorderd met toezegging van een vaste jaarwedde, en reeds in het volgend jaar als kapitein en bevelvoerder op de Ceres aangesteld, waarmee hij verschillende kruistochten in de Noordzee en op de Vlaamse kusten deed.

### Begin van de napoleontische oorlogen

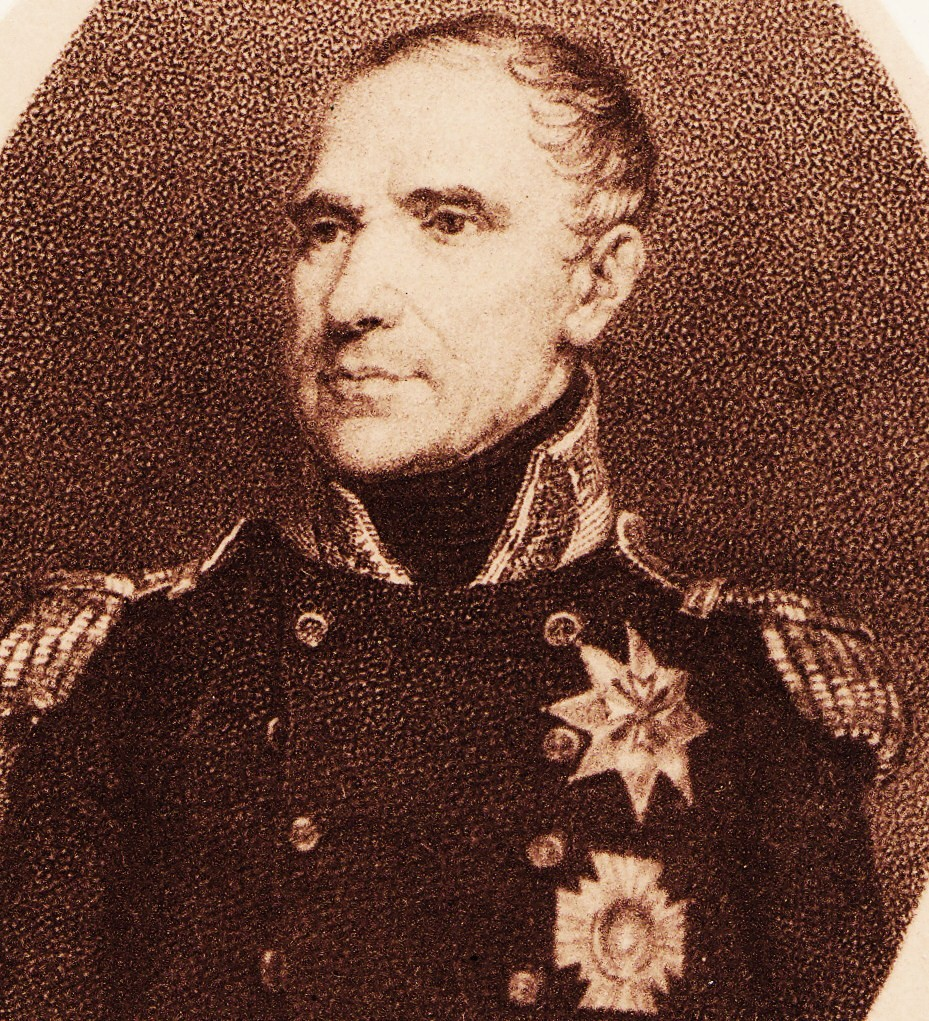
Vice-admiraal Van Capellen

In 1783, terwijl hij bezig was vanaf Hull enkele krijgsgevangen landgenoten over te varen, stond hij op het punt schipbreuk te lijden. Een geweldige storm noodzaakte hem de grote mast te kappen en terwijl men hiermee bezig was, smeet een rukwind de Bezaansmast overboord. Uit vrees voor stranden op de Hollandse wal deed men het anker uitwerpen; de wind nam toe evenals de hoogte van de golven en men dacht niet anders of het schip zou vergaan omdat er plotseling een geweldige zee aan stuurboord binnengolfde, die de halve batterij geschut wegnam, de drie sloepen en de roerpen aan stukken brak en het water binnen boord tot grote hoogte deed komen. Van Capellen, zijn luitenant en de stuurlieden, die op het dek stonden, werden neergesmakt. Het grootste deel van de bemanning was meer of minder gewond. Toen het weer enigszins opknapte, kapte men het anker en ging weer onder zeil; dicht bij de wal genaderd zag men geen loodsen naderen en drie dagen zwierf men nog in die ontredderde toestand. Drie mannen kwamen bij deze gebeurtenissen om het leven, veertig werden er gewond, negentien kanonstukken en drie ankers had men verloren.
Toen zich in 1785 het gerucht verspreidde dat Venetië met oorlog dreigde en reeds een machtige vloot in zee had, verzocht schout-bij-nacht Van Kinsbergen, destijds in de Middellandse Zee, versterking, en onder de hem toegezonden schepen was mede de kotter de Wesp onder het bevel van Van Capellen. In 1788 en '89 was hij in de Middellandse Zee onder het eskader van kapitein Jan Schreuder Haringman en voerde toen bevel over het fregat de Castor van 44 stukken en werd met dit schip en daarnaast de Pallas, onder leiding van kapitein Bouricius, naar Gibraltar gezonden om op de bewegingen der Marokkanen te letten. Kort daarna zeilde Van Capellen met zijn fregat naar Tripoli, ter bijlegging van enige geschillen, maar slaagde daar niet in. Als bevelvoerder over enige kanonneerboten hielp hij, in 1792 en '93, op het Hollandsch Diep Holland tegen een inval van de Fransen dekken. Op het einde van 1793 werd hij onder het eskader van schout-bij-nacht Melvill opnieuw naar de Middellandse Zee gezonden, op het schip Delft van 50 stukken, van waar hij in augustus 1794 in het Vaderland terugkeerde.

### Gevechten gedurende de napoleontische oorlogen

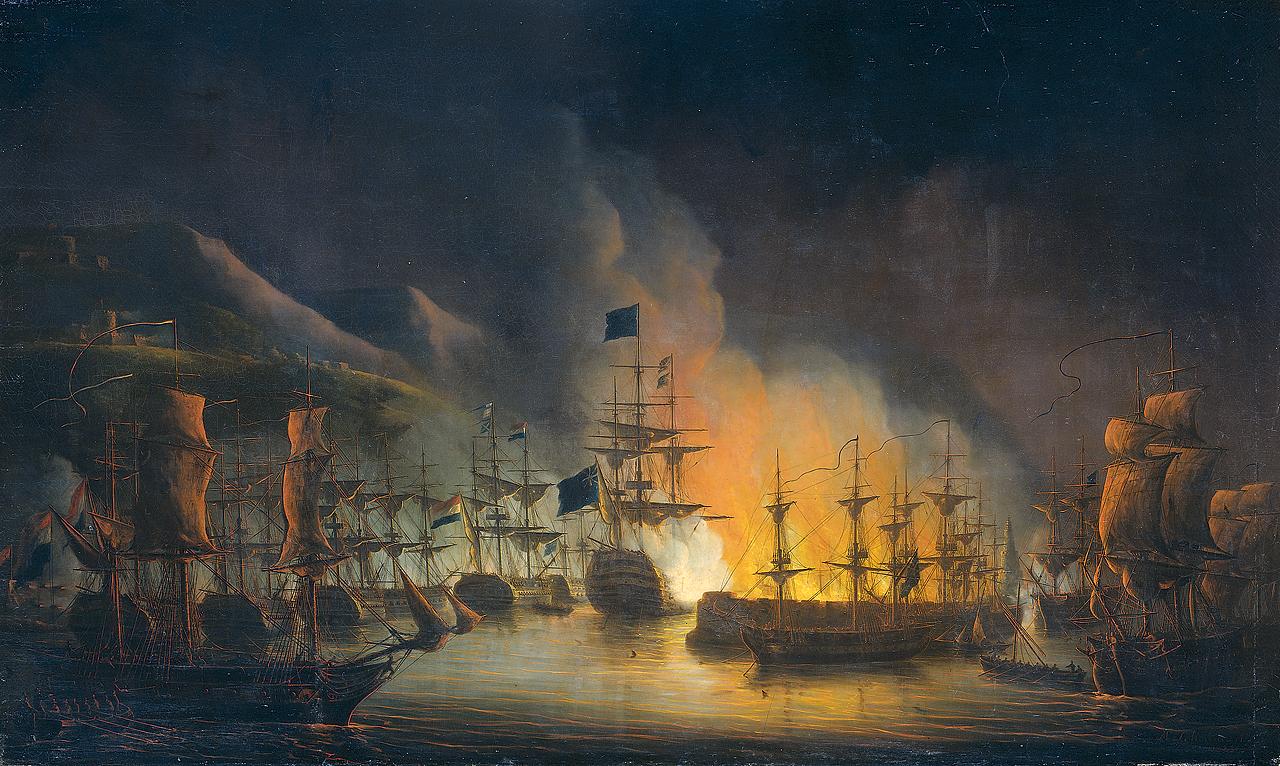
Bombardement van Algiers, waarbij Van Capellen het Nederlands smaldeel commandeerde.

Van Capellen lag in Vlissingen in het begin van 1795 met dit schip, tijdens de onderhandeling over de overgave van de linkerdivisie van de vloot met generaal Claude Ignace François, baron de Michaud. De onderhandeling was reeds beëindigd, toen een geweldig oproer onder het scheepsvolk losbarstte, dat met een aantal van 3.000 man alle banden van krijgstucht verbroken had en betaling eiste.
Schout-bij-nacht Haringman en de Franse generaal Moreau wisten geen ander middel dan afdanking en betaling te beloven en zonden Van Capellen met twee onderofficieren naar Den Haag, ten einde die belofte door de hoogvermogenden vervuld te krijgen. Het zeevolk beloofde intussen gehoorzaamheid, maar werd, na het vertrek van de afgezondenen, spoedig weer oproerig. Gelukkig schoot een edelmoedige Vlissinger, Abraham Louyssen, 100.000 gulden voor en de rust werd hersteld.
Bij de ontbinding van het corps der Marine, in 1795, ontslagen (als aanhanger van stadhouder Willem V), trad Van Capellen in 1798 weer in dienst van het land en voerde bevel op een oorlogsschip, dat onder het opperbevel van luitenant-generaal Daendels, een landing op de Ierse kusten moest doen, of die, indien dat mislukte, een aanval moest doen op de Britse bezittingen in Amerika. De onderneming kreeg geen gevolg. Later zou hij als schout-bij-nacht benoemd worden bij een aanzienlijk eskader, dat naar Oost-Indië bestemd was, onder schout-bij-nacht Story maar dat nooit vertrok.
Gedurende de landing van de Engelsen in Noord-Holland, in 1799, voerde Van Capellen het bevel op het linieschip de Washington, waar zich ook Story aan boord bevond en werd, ten gevolge van de overgave van het eskader, door een krijgsraad, bij verstek, ter dood veroordeeld. Van die tijd af bleef hij in Engeland tot na de omwenteling van 1813, toen hij naar zijn vaderland terugkeerde en tot vice-admiraal benoemd werd, in welke hoedanigheid hij op 27 augustus 1816 met het onder zijn bevel staande smaldeel ondersteunend aan de Engelse admiraal Exmouth, Algiers hielp tuchtigen. Het smaldeel werd uitgebreid tot een permanent Middellandse Zee-eskader, waarvan Van Capellen het commando overdroeg aan vice-admiraal Aegedius van Braam, die met het linieschip Zr.Ms. Willem de Eerste onder kapitein-ter-zee Pieter Melvill van Carnbee daarvoor al op 22 augustus 1816 vanuit Nederland was gekomen. Dit eskader gebruikte tot 1831 Port Mahon op Menorca als uitvalsbasis.

## Decoraties
Op 21 augustus 1815 verwierf hij het predicaat jonkheer en werd hij als zodanig een Nederlands edelman. Tot beloning voor de, bij die gelegenheid aan de dag gelegde, moed werd hij door de koning tot grootkruis van de Militaire Willems-Orde en door die van Engeland tot commandeur van de Bath-Orde verheven, terwijl de hertog van Clarence, grootadmiraal van Engeland, hem met een eredegen vereerde en het parlement hem openlijk dank liet zeggen, welke eer nog nooit een vreemd zeeman ten deel was gevallen. Van deze tocht teruggekeerd, leefde Van Capellen in rust maar werd in 1822 nog tot hofmaarschalk van de prins van Oranje benoemd.
- Biografisch Portaal: 75824965
- Digitale Bibliotheek voor de Nederlandse Letteren: cape014
- International Standard Name Identifier: 0000 0001 4071 6482
- Library of Congress Control Number: no2011182372
- Nederlandse Thesaurus van Auteursnamen: 06997392X
- Virtual International Authority File: 194785012
- WorldCat: E39PBJmph69QYK3pXpRmYdr8YP